# Chatom, Alabama
Chatom là một thị trấn thuộc quận Washington, tiểu bang Alabama, Hoa Kỳ. Dân số năm 2009 là 1147 người, mật độ đạt 41 người/km².